# Тромпет
Тромпетът (на френски: trompette; от италиански: tromba – „тръба“) е музикален инструмент от групата на медните духови инструменти. Това е инструментът с най-висок регистър на обем на музикални тонове сред медните духови инструменти – диапазона  най-често е от „ми“ на малка до „си♭“ на втора октава.
Тромпетите са сред най-старите музикални инструменти, датиращи от поне 1500 г. пр.н.е. Те са използвани като в тръба е продухван въздух през затворени устни, при което се създава бръмчащ звук. Той от своя страна образува стояща вълна вътре в инструмента. От края на 15-и век започва производството на месингови инструменти. Те са изработени от месингови тръби, които са извити два пъти и образуват издължена продълговата, леко закръглена форма.
Известни са няколко типа тромпети. Най-широко разпространеният тромпет има формата „B“ и е с дължина около 148 см. Ранните модели на тромпета нямат вентили. Съвременните инструменти обаче имат три бутални вентила и по-рядко въртящи се. Целта на вентилите е да усилят звуковата вълна, като по този начин се намаляват усилията от страна на изпълнителя.
Тромпетът е инструмент, който се използва при изпълнението на различни видове музика и най-вече класическа музика и джаз. Изпълнителите, които свирят на този инструмент се наричат тромпетисти.

## История
Тромпетът произлиза от древните рогове и тръби, които са имали широко разпространение в бита на римляни, китайци, немци, евреи и др. Най-ранните инструменти, от които е произлязъл съвременния тромпет датират от около 1500 г. пр.н.е. В гробницата на египетския владетел Тутанкамон са открити бронзови и сребърни тромпети. Известни са и бронзов лур от Скандинавия и метални тромпети от Китай. Всичките тези открити инструменти датират от този период. Открити са и тромпети от цивилизация живяла 3 хил.г. пр.н.е. по поречието на Амударя, тогава известна като Оксис в Централна Азия. Инструментите са украсени с подутини в средата и са изработени от тънък лист метал, което само по себе си е техническо чудо. Хората от племето Моче, живели на територията на днешно Перу са изобразявали тромпети в своето изкуство в периода около 3 век. Най-ранните форми на тромпета са използвани за сигнализация при военни и религиозни церемонии, а не в музиката в съвременния смисъл на думата. И днес този инструмент се използва от армиите по света, както и от младежки пионерски или скаутски организации.
През Средновековието тръбачите били задължително членове на войската. С помощта на изработени сигнали те предавали съобщения към командващите на други армии, които се намират на разстояние. Изкуството да се свири на тръба се смятало за елитно и с него са обучавани само отбрани хора. В мирно време тръбите са използвани на празнични шествия, рицарски турнири. В по-големите градски центрове съществувала и длъжност „кулов тръбач“, който известявал за идването на високопоставени гости, известявали за настъпването на кръгъл час и за приближаването на вражеска войска.
Около 15 век се появяват музикални инструменти, които могат да се смятат за преки предшественици на съвременния тромпет. Вече през Ренесанса подобреният дизайн и употребата на качествен метал при изработката на инструмента водят до увеличаване на полезността му. Бароковите композитори започват да включват тромпета в оркестрите. Тромпетът става част по-големи музикални ансамбли и по времето на Бах вече е равностоен на останалите солиращ музикален инструмент. През 19 век се появяват разновидностите на съвременния тромпет – например пиколо, алтов и басов тромпет. По поръчка на композитора Джузепе Верди, специално за премиерата на операта „Аида“, е конструиран и т.нар. египетски тромпет – прав и с един вентил. Появяват се виртуозни изпълнители, които използват изкуството „кларино“. Периодът на барока може с пълно право да се нарече „Златен век на тромпета“. С появата на классицизма и романтизма обаче звукът, който издават тромпетите не съответства на принципите на мелодията. Те не са способни са изпълняват мелодични линии и така излизат на втори план като оркестрите започват да го употребяват в редки случаи.
Винтиловият механизъм е изобретен през 1830-те години и така придава на тромпета хроматичен звук. В началото обаче изобретението не придобива тласък, поради факта че хроматичните звуци, издавани от инструментите не били интонационно чисти и еднакви по тембър. Високите гласове в групата на медните духови инструменти по това време са били дело на друг подобен на тромпета инструмент, наречен корнет. Той е сходен по устройство, но има далеч по-мек тембър и далеч по-съвършени технически възможности. Корнетите заедно с тръбите били постоянни инструменти в оркестрите до началото на 20 век. Тогава с подобрението на конструкцията на тромпета и усъвършенстването на инструменталистите се стигнало до там, че се изчистила разликата в тембъра между двата инструмента. Така корнета практически изчезва от оркестрите. Днес оркестровите партии за корнет се изпълняват на тромпет, макар че са написани за изпълнение на друг инструмент.
Тромпетът има широко приложение в симфоничната, джазовата, фънки и естрадната музика. Сред видните солисти тромпетисти от различни жанрове са изпълнителите Морис Андре, Луис Армстронг, Дизи Гилеспи, Тимофей Докшицер, Клифърд Браун, Майлс Дейвис, Фреди Хобърд, Уинтън Марсалис, Сергей Накаряков, Еди Калвърт.

## Устройство
Тромпетът представлява огъната, цилиндрична тръба с дължина около 150 cm, при която в единия край се поставя мундщук (откъдето се генерира звукът), а противоположният край се разширява плавно като фуния. През 19 век към тази тръба са добавени вентили, които превръщат оттогава и до днес тромпета в хроматичен инструмент. За изработката на тромпета се използват различни метали или сплави – месинг, бронз, понякога и сребро с проба 880. Освен в случаите, когато е изработен от сребро, металът се позлатява по галваничен път. Често при изпълнението на тромпет се използва т. нар. сурдина, която поставена във фунията на тръбата, заглушава и омекотява неговия звук
При производството на тромпети от особено значение е дължината на тръбата и степента на разширение на фунията. Тромпетът се държи от лявата ръка, а вентилите се управляват с помощта на дясната.

## Разновидности на тръбата
Най-разпространен вид на тромпета е този в си бемол (in B), звучащ с тон по-ниско от написаните за него ноти. В американските оркестри и джаза често се използват тромпети, звучащи в тон до (in C). Те имат малко по-ярък и открит звук от първите.
Съществуват и други разновидности на тромпета, като:
- Алтов тромпет in G или in F, звучащ на чиста кварта или квинта по-ниско от написаните ноти и е предназначен за изпълнение на звуците в ниския регистър (например за Трета симфония на Рахманинов). Днес се използва изключително рядко и то в творби предназначени за флигорна.
- Басов тромпет in B, звучащ с октава по-ниско от обикновения тромпет. Излиза от употреба в средата на 20 век като днес партиите за този вид тромпет се изпълняват на тромбон – инструмент, сходен с него по регистър, тембър и строеж.
- Тромпет пиколо (малък тромпет). Това е разновидност, създадена в края на 19 век. Днес преживява нов подем, свързан с интереса към старинната музика. Използва се в си бемол (in B), но има и възможност да премине и към ла (in A) за диезни тоналности. За разлика от обикновените тромпети, този има четири вентила. Много от тромпетистите използват и малък мундщук, който да влияе еднакво на тембъра на инструмента и техническата му подвижност.

## Органов регистър
Тромпет се нарича и вид езичков органов регистър заради сходното звучене с инструмента. За органите в Испания е характерен и регистър, наречен испански тромпет, чийто тембър е много сходен по звучене с този на тромпета.